# Windmühle Haaren

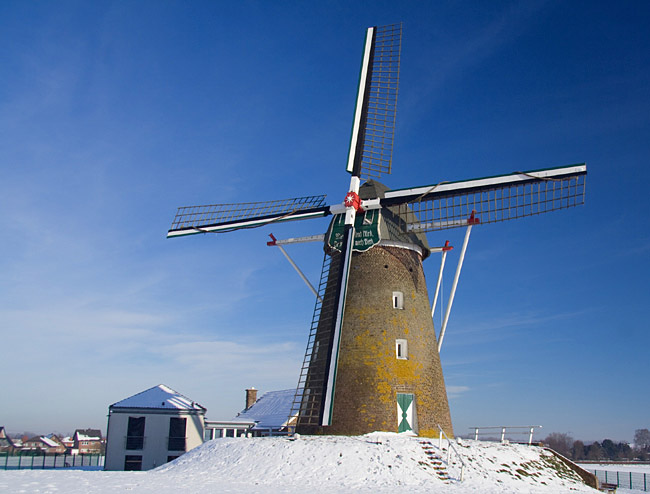
Windmühle Haaren

Windmühle Haaren is een windmolen in de Duitse plaats Haaren aan Feldgemarkung Flur 15.
Deze ronde stenen molen van het type beltmolen fungeerde als korenmolen en oliemolen.

## Geschiedenis
De molen werd gebouwd in 1842, en in 1858 werd als hulpkrachtbron ook een stoommachine geïnstalleerd, die tot omstreeks 1900 in bedrijf bleef. In 1920 werd de stoominstallatie gesloopt, de bijbehorende schoorsteen in 1940.
Van 14-15 november 1940 echter, zette een storm de wieken in gang, en door de wrijving in de remmen brak brand uit. Onderdelen vanuit een gesloopte molen uit Alkmaar, waaronder een kamrad uit 1763, werden ingebouwd en de molen bleef tot 1950 in bedrijf.
In 1989 werd de molen gerestaureerd en op het molenbord kwam de tekst: Mien Aerm send stärk, Dröm brengt mech Werk (mijn armen zijn sterk, breng me daarom werk).
Het binnenwerk van koren- en oliemolen is nog intact en het is daarmee een van de weinige maalvaardige molens die in Duitsland nog bestaan.